# Панайот Тасев
Вижте пояснителната страница за други личности с името Тасев.
Панайот Тасев е български политик.

## Биография
Роден е през 1881 година в дупнишкото село Бураново. Занимава се с търговия. Тасев е собственик на складове и е директор на тютюнева фирма „Никотея“. Притежател е и на известния за времето си хотел „Лондон“, чийто най-известен гост е бил Дан Колов. В периода 1912 – 1913 г. е член на реквизиционната комисия. Кмет на града е в два мандата – от 3 ноември 1921 до 26 януари 1924 година и от 1932 до 23 май 1934 г. Общински съветник е между 1924 и 1932 и между 1934 и 1937 г. По време на първия му мандат продължава оземляването на бежанците. По инициатива на Тасев Солунската българска мъжка гимназия е преместена в града. След края на Първата световна война първоначално тя е преместена в Струмица, а година по-късно – в Петрич. Тасев е домакин на Великия македонски събор, състоял се през февруари 1933 г. в Горна Джумая, приветствайки хилядното делегатско множество. По време на втория му мандат започват да се строят хали, футболно игрище, градска баня, плувен басейн с пясъчен плаж и много други обществени сгради.
След Деветосептемврийския преврат, Тасев загубил жена си и трите си деца обмисля самоубийство, но е спасен от митрополит Борис Неврокопски.